# Enchisthenes hartii
Enchisthenes hartii (Thomas, 1892) è un pipistrello della famiglia dei Fillostomidi, unica specie del genere Enchisthenes (Andersen, 1906), diffuso nell'America centrale e meridionale.

## Etimologia
Il termine generico deriva dalla combinazione delle due parole greche Eγχεος-, ovvero lancia e -σθένος, armato, con riferimento alla presenza di una foglia nasale lanceolata, mentre l'epiteto specifico deriva dal cognome di J.H.Hart, allora sovrintendente del giardino botanico dell'isola di Trinidad e raccoglitore dell'olotipo.

## Descrizione

### Dimensioni
Pipistrello di piccole dimensioni, con la lunghezza della testa e del corpo tra 55 e 68 mm, la lunghezza dell'avambraccio tra 38 e 42 mm, la lunghezza del piede tra 11 e 14 mm, la lunghezza delle orecchie tra 14 e 18 mm e un peso fino a 18 g.

### Caratteristiche craniche e dentarie
Il cranio è corto e largo, con il profilo tra la cresta sagittale e le ossa nasali concavo. Il palato è corto. Gli incisivi interni superiori sono semplici, il terzo molare superiore è disposto lungo la linea alveolare. La seconda falange del terzo dito della mano è relativamente corta, circa meno di una volta e mezzo la lunghezza della prima falange.
Sono caratterizzati dalla seguente formula dentaria:

### Aspetto
La pelliccia è corta, densa e vellutata. Le parti superiori sono marroni scure, quasi nere sulla testa e le spalle. Le parti ventrali sono più chiare. Sono presenti su ogni lato della testa due sottili strisce bruno-giallastre. La prima si estende sopra l'occhio, dal naso fino a sopra la fronte, mentre l'altra scorre sotto l'occhio dall'angolo del muso alla base anteriore dell'orecchio. I due terzi dell'avambraccio, la superficie superiore della tibia e il piede sono densamente ricoperti di peli. Un ciuffo di corti peli è presente alla base del metacarpo del pollice. La foglia nasale è relativamente corta, larga, lanceolata e nerastra. I bordi di entrambe le labbra sono ricoperti di papille coniche, mentre una verruca ben distinta è presente sul labbro inferiore. Le orecchie sono separate e nerastre. Il trago presenta una proiezione appuntita sotto l'estremità sul margine interno. Le membrane alari sono attaccate posteriormente lungo le anche. È privo di coda, mentre l'uropatagio è ridotto ad una sottile membrana lungo la parte interna degli arti inferiori, ricoperto di una fitta peluria, a forma di V e con il margine libero frangiato di peli.  Il cariotipo è 2n=30-31 FN=56.

## Biologia

### Alimentazione
Si nutre di piccoli frutti di specie native di Ficus.

### Riproduzione
Si riproduce durante tutto l'anno, sebbene possa essere presente un periodo di inattività.

## Distribuzione e habitat
Questa specie è diffusa nell'America centrale, dagli stati messicani di Michoacán, Jalisco e Tamaulipas attraverso il Guatemala, Honduras, Nicaragua ed El Salvador settentrionali, Costa Rica e a Panama fino all'America meridionale, dalla Colombia, Venezuela, Ecuador, Perù fino alla Bolivia centro-occidentale. Un individuo, probabilmente vagante, è stato catturato anche nei pressi di Tucson, in Arizona. È inoltre presente sull'isola di Trinidad.
Vive in ambienti umidi e foreste tropicali a multistrato fino a 2.400 metri di altitudine. Può inoltrarsi anche in foreste pluviali e foreste decidue secche.

## Conservazione
La IUCN Red List, considerato il vasto areale e la popolazione presumibilmente numerosa, classifica E.hartii come specie a rischio minimo (Least Concern)).